# Zeche Bruchstraße
Die Zeche Bruchstraße war ein Steinkohlebergwerk in Bochum-Langendreer.

## Geschichte
Die Geschichte der Zeche beginnt mit dem Preußischen Fiskus und der Erschürfung eines Kohlenflözes auf den Landflächen des Hauses Langendreer. Nach dem Verkauf aller Anteile an die Familie Mühlensiefen kamen die Kuxe an die Gewerkschaft der Zeche Louise Tiefbau. Das Zechengelände lag direkt nördlich des Bahnhofs Langendreer der Rheinischen Eisenbahn-Gesellschaft (RhE) an der Chaussee von Witten nach Castrop (heute Hauptstraße).
Ab 1872 wurden dann der erste Schacht errichtet. Am 18. März 1876 ging die Anschlussbahn zum Bahnhof Langendreer der RhE und 1903 kam die Schienenverbindung zum Bahnhof Langendreer-Nord hinzu. Von 1879 bis 1945 betrieb man eine Kokerei.
1905 wurden die Landflächen und das Haus Langendreer gekauft. Die höchste Förderung wurde 1929 mit 952.030 Tonnen mit 2.919 Beschäftigten erzielt.
Die Zeche war wegen ihrer Schlagwetter- und Kohlestaubexplosionen gefürchtet. Es gab mindestens 13 Unglücke dieser Art mit über 90 Toten, allein bei der Schlagwetterexplosion am 20. April 1941 kamen 36 Bergleute ums Leben. Bei weiteren großen Unglücken staben über 40 Bergleute.
Nach der Stilllegung der Zeche am 30. März 1962, die am 5. Januar 1961 auf Betreiben der Stadt Bochum zur Ansiedelung des – zwischenzeitlich wieder geschlossenen – Opel-Werkes bekanntgegeben worden war, wurden die Schächte 2, 3 und 4 verfüllt; 1962 arbeiteten 2604 Beschäftigte auf der Zeche. Auf dem Betriebsgelände wurden im selben Jahr die Adam Opel AG Werke Bochum II/III errichtet.

## Kolonie Wilhelmshöhe
Für ihre Arbeiter errichtete die Zeche eine Kolonie auf der Ostseite der Chaussee nach Castrop; es handelte sich um drei parallel angeordnete Straßen („Kernberg“, „Dreerhöhe“ und „Am Gröppersweg“) zwischen der heutigen Hauptstraße im Westen und der Somborner/Everstalstraße im Osten. Die Siedlung ist bis heute erhalten und bildet den Westen des Stadtteils Wilhelmshöhe.

## Koordinaten
- 51° 28′ 53,6″ N, 7° 19′ 18,6″ O (Zeche Bruchstrasse Schacht 1 (Gustav))
- 51° 28′ 51,2″ N, 7° 19′ 21,8″ O (Zeche Bruchstrasse Schacht 2)
- 51° 28′ 48,5″ N, 7° 19′ 23,9″ O (Zeche Bruchstrasse Luftschacht 1)
- 51° 28′ 49,8″ N, 7° 19′ 24,2″ O (Zeche Bruchstrasse Luftschacht 2)[4]